# Чертинский
Черти́нский (в обиходе Черта) — микрорайон в составе территориального управления «Бабанаково» городского округа Белово в Кемеровской области России. До 30 сентября 1958 года имел статус посёлка городского типа. В обиходной речи жители продолжают именовать его поселком.

## География
Расположен на границе Салаирского Кряжа и Кузнецкой котловины на берегах рек Бачат и Черта (Чертинка, Чернушка). Микрорайон расположен в 16 километрах от Белово, между посёлками Бабанаково и Новый городок.

### Название
Название происходит от устойчивого словосочетания «Городская черта» — граница городского поселения. Первоначально безымянный посёлок замыкал цепочку рабочих поселений в южной части города, здесь проходила и в настоящее время частично проходит граница между городскими землями и землями Беловского района. Жители, описывая свой посёлок, отмечали что он находится хоть и далеко от цента, но в «Черте города», и здесь, в отличие от соседних деревень, доступны городские социальные блага — больница, общественная баня, столовая и т. п. После начала строительства Нового городка граница сместилась на юг, но название «Черта» закрепилось. При образовании Беловского городского округа Новый городок получил статус отдельного муниципального образования и вошёл в округ, а Чертинский остался в составе земель города Белово, таким образом теперь это снова граница города, но отделяющая город от городского округа.
Есть версия что название произошло от речки Черта, хотя возможно и обратное — поселок дал имя речке.

## Предприятия
- Шахта Чертинская
- Центральная обогатительная фабрика ЦОФ Беловская
- Завод сборного железобетона
- Разрез Новобачатский

### Закрытые предприятия и учреждения
- Шахта Западная — одна из самых новых в городе
- Кирпичные заводы (два)
- Шахто-строительное управление
- Дом Культуры «Горняк»
- Профессиональное училище № 26 (в 2010 году)
- Детский сад в районе 2/3
- Обогатительная фабрика ГОФ Чертинская
- Шахта «Новая»

В послевоенное советское время существовали общественная столовая, больница и баня. Потом больницу перенесли в Новый городок, а столовая и баня перестали пользоваться спросом по мере роста благосостояния населения - переселения из общежитий в собственное жилье.

## Образовательные учреждения
- Две школы основная № 5 и средняя № 9
- Детский сад
- Станция юных техников
- Музыкальная школа

## Церкви
- Храм Святого Великомученика Димитрия Солунского — расположен на 1 этаже малосемейного учительского общежития[2].

## Транспорт
В 16 километрах от посёлка расположены железнодорожный и автовокзал города Белово. Через посёлок проходит автодорога Белово-Новый городок, соединяющая центр города с ближайшими крупными посёлками в южном направлении. Из Чертинского можно добраться до сёл Беловского района: Беково, Ново-Бачаты (Каменка), пос. им. Ильича, а также до села Заречное (Улус), входящего в состав городского округа Белово. Через пос. им. Ильича можно выехать на дорогу Кемерово-Новокузнецк (Старая трасса).

## Муниципальное управление
Посёлок имеет статус «Микрорайон Чертинский» в составе города Белово. Территориальное управление находится в соседнем посёлке Бабанаково и отвечает за все территории, не входящие в состав центральной части города: Бабанаково, Чертинский, 8 марта, Заречное. В поселке действует «Отдел по работе с населением микрорайона Чертинский», который подчинен вышеназванному территориальному управлению. Работают в нем в основном социальные работники. В народе этот орган администрации привычно называют «Поселковый совет»

## Составные части посёлка
Посёлок строился силами рабочих, работавших на местных шахтах в первые послевоенные годы. При строительстве люди исходили из принципа близости к предприятиям на которых работают, поэтому в микрорайоне можно выделить несколько частей, отличающихся по ширине и направлению улиц, уровню благоустройства, состоянию жилого фонда. Строительство зачастую велось без должного планирования территории и межевания участков, из-за чего на окраинах поселка улицы получились кривыми, узкими, с замысловатыми ответвлениями, тупиками и хаотичной нумерацией домов. Рациональную планировку улиц имеют только центр посёлка и массив Чеплай, появившийся относительно поздно.
- Центр посёлка. С востока ограничен шахтой Чертинская, на западе застройка прекращается вблизи бывшей шахты Западная. Главные улицы — Клубная, названа так по Дому Культуры (клубу) «Горняк», замыкающему её (закрыт в 2013 году, снесён в 2015) и Южная. Остановки транспорта — Монтажная, Горняк, Баня. Построен в конце 1940-начале 1950-х годов XX века. Некоторые улицы достраивались вплоть до 80-х годов.

Изначально здесь концентрировались немногочисленные многоквартирные дома посёлка: кирпичные с неполным благоустройством (центральное отопление и холодная вода — без канализации) и щитовые — без благоустройства. Начиная с 2000-х гг щитовые дома стали сноситься по программе расселения ветхого жилья, в 2015 был снесён последний барак на улице Западной. После землетрясения 2013 года на улице Клубной было снесено два кирпичных жилых дома и одно из двух зданий школы № 9. До этого на улице Клубной в течение 90-х — 2000-х годов снесены здания Сберкассы, дома быта, опорного пункта милиции, музыкальной школы, профессионального училища. На месте снесённых домов и зданий новое строительство не ведётся — центр поселка покрыт пустырями.
- 2/3 («два-три») массив улиц расположен к северу от центра поселка вблизи бывшей шахты «Чертинская 2/3», которая была открыта в 1948 году, а уже в 1958 её объединили с соседней шахтой «Чертинская-1» в одно предприятие. Представляет собой значительный массив частных домов от улицы Победы до р. Бачат. Остановки транспорта: «Ремстрой», «Кирзавод». Нумерация домов спутанная. Хаотичность застройки отразилась на топонимике, например, четыре Шахматные улицы изначально были единой улицей, состоявшей по меньшей мере из 15 фрагментов-проездов, многие из которых пересекались под прямым углом, напоминая шахматную доску. Благоустройство и социальная инфраструктура минимальны. Построен и изначально населён рабочими шахты, в честь которой получил название, а также рабочими других промышленных предприятий, расположившихся к северу, в промзоне между посёлками Черта, Бабанаково и 8 марта. Расположен достаточно далеко от центра поселка — отделен от него пустырем. В 50-70-х годах на этом пустыре между улицами Монтажной и Каспийской действовал довольно крупный рынок, по которому остановка автобусов вблизи улицы Монтажная называлась "Рынок"
- Шанхай — три улицы, к северо-западу от центра поселка. Тесно прилежит к центру поселка по бывшей железнодорожной ветке и к "2/3", по улице 4-я Шахматная. Построен и изначально населён рабочими шахты «Западная»
- Майка — массив расположен к северо-востоку от центра поселка вдоль обоих берегов р. Черты. Из-за большой протяжённости разделяется на две части по признаку близости к автобусным остановкам — «Горняк» или «Ремстрой» и приписки детей к школам — № 5 или № 9. Название — упрощение от первоначального полного названия «Посёлок имени Первого мая». Изначально отдельный посёлок самостоятельно построили и населили первые рабочие шахты Чертинская обогатительной фабрики "Чертинская" и других предприятий в восточной части Черты. Долгое время действовали собственная школа и магазины.
- Чаплай (Чеплай, Чеплаевский) — расположен к юго-западу от центра поселка, имеет с ним границу по улице Южная. Возник в связи со строительством Шахты «Новая» и других промышленных предприятий в южной части посёлка. Наиболее благополучный и благоустроенный массив в Чертинском.
- Рудничка — название массива дано по пяти улицам Рудничным, расположенным южнее Чеплаевского массива, за железнодорожной веткой, вдоль ручья Черта. Улица Высокая соединяет этот массив с Майкой. Состоит из частных домов, в основном бревенчатых, построенных работниками шахты «Чертинская-Южная» (Новая). Заметно проигрывает Чеплаевскому из-за удаленности социальных объектов и плохого водопровода.